# Resolution 489 des UN-Sicherheitsrates
Die UN-Resolution 489 vom 8. Juli 1981 empfahl der UNO-Vollversammlung, dem Antrag Vanuatus auf Aufnahme in die UN stattzugeben.